# (38484) 1999 TX100
1999 TX100 (asteroide 38484) é um asteroide da cintura principal. Possui uma excentricidade de 0.12849170 e uma inclinação de 14.56224º.
Este asteroide foi descoberto no dia 2 de outubro de 1999 por LINEAR em Socorro.